# Bataille de Tomóchic
La Bataille de Tomochic est un affrontement armé qui opposa les troupes de Francisco Villa commandé par le colonel Miguel Baca Valles et les troupes américaines sous le commandement du colonel George H. Dodd  dans la ville de Tomochic, État de Chihuahua, le 22 avril 1916, durant l'expédition contre Pancho Villa. Les Américains eurent huit morts et 6 blessés.

## Sources
- Pelaez Ramos, Gerardo (2007). La Expedición Punitiva. (Revista Forum, No. 164 edición). México.